# Karl-Heinz Schmidt (Pfarrer)
Karl-Heinz Schmidt (* 15. Juni 1938 in Chemnitz; † 26. April 2016 in Klingenthal) war ein deutscher evangelischer Pfarrer, der als Mundartautor im Erzgebirge Bekanntheit erlangte. 

## Leben
Der in Rittersgrün (dem Heimatdorf seiner Mutter) aufgewachsene Schmidt widmete sich zunächst einer Lehre zum Bäcker mit anschließender Gesellenzeit. Nach einem Studium der evangelischen Theologie am Paulinum in Berlin, das er 1960 angetreten hatte, trat er 1964 eine erste Stelle als Pfarrer in Rollwitz in der Uckermark an. Als er 1969 zum Pfarrer von Markersbach berufen wurde, kehrte er in seine erzgebirgische Heimat zurück. 1984 wurde er nach Klingenthal versetzt, wo er  in der Kirchgemeinde Sachsenberg-Georgenthal bis zu seinem Eintritt in den Ruhestand 1999 den Pfarrdienst verrichtete.
Er ist – ursächlich ermuntert von Karl Hans Pollmer – Autor zahlreicher Bücher in erzgebirgischer Mundart, in denen er kurze Episoden, Erlebtes und Erlauschtes aus seiner Kirchendiensterfahrung zusammenfasste. Diese Bücher erschienen hauptsächlich in der Evangelischen Verlagsanstalt in Leipzig. Daneben scheute er sich nicht, seine Geschichten und Schnorken in volkstümlicher Weise öffentlich darzubieten und gar erzgebirgischen Humor in die Kirche zu tragen. Seit 2001 hielt er regelmäßig Gottesdienste in Mundart.

## Werke
- Itze schlöft dr Pastor ei: Heiteres aus dem Erzgebirge. 1982
- Wie dr Schnoobl gewachsen ist: Erlebtes und Erlauschtes erzählt in westerzgebirgischer Mundart. 1992 ISBN 3-910148-67-0
- Barett und Baskenmütz: ein heiteres Büchlein in erzgebirgischer Mundart. 1994 ISBN 3-374-01607-3
- Wenn es Raachermannel naabelt: ein heiteres Weihnachtsbüchlein in erzgebirgischer Mundart. 1996 ISBN 3-374-01619-7
- Eierquatsch und drackite Supp: ein heiteres Mundartbuch aus dem Erzgebirge und dem Vogtland. 1998 ISBN 3-374-01696-0
- Aufgezwungen und geliebt: Auszüge aus dem Tagebuch einer starken Frau. 1999 ISBN 3-374-01757-6
- Wu de Haad blüht: Heiteres aus dem Erzgebirge und dem Vogtland. 2000 ISBN 3-374-01777-0
- Unner ganze Haamit is e Weihnachtslied: ein heiter - besinnliches Weihnachtsbuch. 2001 ISBN 3-374-01904-8
- Ardäppelfeier und buntes Laab: ein Herbstbuch voller Heiterkeit in erzgebirgischer Mundart. 2002 ISBN 3-374-01978-1
- Usterspaziergang: ein heiter-besinnliches Osterbuch in erzgebirgischer Mundart. 2003 ISBN 3-374-02061-5
- Vun enn Topp nein annern: heitere Geschichten aus dem Erzgebirge. 2004 ISBN 3-374-02213-8
- Ich putz mein Christbaam aa: Weihnachtliches in erzgebirgischer Mundart. 2004 ISBN 3-374-02212-X
- Kinnersegn und Kundnfang: Heiter-Besinnliches zum Schmunzeln und Nachdenken in erzgebirgischer Mundart. 2006 ISBN 3-374-02364-9
- Oma, hupp mol! heitere Geschichten aus dem Erzgebirge und dem Rest der Welt. 2007 ISBN 978-3-374-02468-1
- Uverhoffte Gäst sei aah Menschen! heitere Geschichten aus dem Erzgebirge. 2008 ISBN 978-3-374-02585-5
- E guter Root ze rachter Zeit. 2010 ISBN 978-3-374-02807-8